# Zorros Tochter
Zorros Tochter ist ein US-amerikanischer Western aus dem Jahr 1950 mit Barbara Britton in der Titelrolle. Der Film wurde von Lippert Production produziert.

## Handlung
Zur Zeit des Goldrausches in Kalifornien wird die junge Lola Montalvo Zeugin des Lynchmordes an ihren Eltern José und Zara. Lola eilt zu Pater Antonio, einem Freund ihrer Eltern, der die Mission San Sebastian leitet. Danach will sie Sheriff Harden in der Stadt Madera aufsuchen, doch sie erkennt in ihm einen der Mörder. Lola begegnet dem Anwalt Hinsdale, der sie über die Hintergründe der Tat aufklärt. Lolas Eltern besaßen eine Goldmine, waren jedoch mit den Steuerzahlungen im Verzug. Nach dem Tod der Montalvos wurde die Mine vom Staat eingezogen und extrem günstig weiterverkauft. Nun gehört die Mine Hinsdale. Hinsdale und Harden machen gemeinsame Sache. Sie planen, alle Goldminen der Umgegend zu übernehmen.
In der Mission lernt Lola Carlos Murietta kennen, der sich hier Carlos Del Rio nennt. Carlos ist als Bandit Joaquin bekannt und führt Lola in das Leben als Räuber ein. Lola nimmt im Andenken an ihre Mutter den Namen Zara an. Carlos und Zara greifen mit Hilfe einiger Stadtbewohner, die gegen die hohen Steuern protestieren, einen von Hardens Männern an, der die ehemalige Montalvo-Mine bewacht. Harden findet später die Leiche des Mannes zusammen mit einer Nachricht von Zara.
Die Missionsköchin Maria versucht, Zara von ihrem Weg als Banditin abzubringen. Der Liliputaner Nino warnt Zara vor den Leuten des Sheriffs, die nach ihr suchen. Als ein weiterer von Hardens Männern tot aufgefunden wird, erkennt Hinsdale, dass die Lynchmörder der Montalvos nach und nach getötet werden. Abends erzählt Hinsdale Lola von seinem Plan, der ihm unbekannten Banditin Zara mit einer fingierten Goldfracht eine Falle stellen zu wollen.
Hank, einer von Hardens Männern, versucht, seinen Boss zu betrügen und wird von diesem erschossen. Während eines Festes macht Hinsdale Lola einen Antrag, die sich jedoch Bedenkzeit erbittet. Beim Abendessen sprechen die Gäste über die berüchtigte Zara, als plötzlich Hanks Leiche durch das Fenster geschleudert wird. An der Leiche ist eine Nachricht mit den Worten Du bist der Nächste befestigt.
Pater Antonio weiß von Lolas Doppelleben und warnt sie, dass Militär zur Unterstützung angefordert wurde. Lola schafft es, die echte Goldfracht an sich zu bringen. Sie besucht Carlos, der zwischenzeitlich von Harden festgenommen wurde, im Gefängnis. In einem Nebenraum legt sie ihr Banditenkostüm an und zwingt als Zara Harden und seine Handlanger in die Zelle. Sie lässt Carlos frei, zieht sich schnell um, um dann wieder als Lola Harden und seine Männer in der Zelle eingeschlossen vorzufinden und sie zu befreien.
Harden und Hinsdale suchen die Mission auf, zu der Carlos geflüchtet ist. Sie verlangen von Pater Antonio die Auslieferung des Banditen. Doch der Pater verweigert dies, da Carlos um Asyl gebeten hat. Carlos und Lola heiraten, müssen jedoch die anschließende Hochzeitsfeier fluchtartig verlassen, als Hinsdale und Harden auftauchen. Nun erkennt Hinsdale in Lola die gesuchte Banditin Zara, die ihn daraufhin niederschießt. Hinsdale, Harden und seine Männer werden von Soldaten unter Captain Gray festgenommen. Gray verspricht, sich für Carlos und Lola beim Gouverneur einzusetzen.

## Produktion
Gedreht wurde der Film von Mitte bis Ende September 1950 in den Universal-Studios in Universal City sowie bei den Vasquez Rocks.

## Synchronisation
Die deutsche Synchronfassung wurde von der Ala-Film GmbH in München erstellt. Das Dialogbuch schrieb Ruth Schiemann-König, Dialogregie führte Beate von Molo.
| Rolle           | Schauspieler     | Deutscher Synchronsprecher |
| --------------- | ---------------- | -------------------------- |
| Lola/Zara       | Barbara Britton  | Sybille Schmitz            |
| Dan Hinsdale    | Willard Parker   | Curt Ackermann             |
| Carlos Murietta | Phillip Reed     | Wolfgang Eichberger        |
| Jim Harden      | Barton MacLane   | Werner Lieven              |
| Pater Antonio   | Martin Garralaga | Anton Reimer               |
| Gouverneur      | Thurston Hall    | Klaus W. Krause            |
| Nino            | Angelo Rossitto  | Panos Papadopulos          |
| Cpt. Gray       | Mikel Conrad     | Willy Friedrichs           |
| Manuel          | Paul Marion      | Michael Tellering          |

## Veröffentlichung
Die Premiere des Films fand am 9. Dezember 1950 in den USA statt. In der Bundesrepublik Deutschland kam er am 18. Juni 1952 in die Kinos, in Österreich im Mai 1953.

## Kritiken
Das Lexikon des internationalen Films schrieb: „Serienwestern ohne Profil.“